# Сапата, Хайме
Хайме Сапата (исп. Jaime Zapata; род. в 1957) — эквадорский живописец.

## Биография
Хайме Сапата родился в Кито в 1957 г. Изучал изобразительное искусство в Колледже пластических искусств при Центральном университете Эквадора в Кито.
В 1983 г. был удостоен Премии Христофора Колумба в Испании.
В 1984 г. переехал в Париж, ставший затем для него постоянным местом жительства. Участвовал в выставках во Франции (Париж, Руан), в Великобритании (Лондон, Эдинбург), В Латинской Америке (Кито, Богота).